# ۶۶۴ (قمری)
۶۶۴ (قمری)، ششصد و شصت و چهارمین سال در گاهشماری هجری قمری است. اول محرم این سال برابر با دوازدهم اکتبر سال ۱۲۶۵ میلادی است.